# Jorge Eduardo Benavides
Pour les articles homonymes, voir Benavides.
Jorge Eduardo Benavides, (1964, Arequipa, Pérou) est un écrivain péruvien qui appartient à la génération des conteurs péruviens de la fin du XXe siècle et du début du XXIe siècle, et dont les récits oscillent entre le réalisme urbain (souvent situé dans les années difficiles de la fin des années 1980 à Lima, période dans laquelle il a commencé sa carrière littéraire et qui a marqué son œuvre) et des incursions dans des thèmes fantastiques, marquant l'empreinte de Julio Cortázar, reconnue par l'auteur lui-même. Son œuvre romanesque est marquée, dans une certaine mesure, par l'influence du traitement technique des romans d'un autre écrivain péruvien, Mario Vargas Llosa.

## Biographie
Il a étudié le droit et les sciences politiques à l'Universidad Inca Garcilaso de la Vega, à Lima, où il a travaillé comme professeur dans un atelier de littérature, puis comme journaliste radio, en tant que rédacteur en chef des programmes d'information de la radio Antena Uno, où il a également dirigé un programme culturel.
De 1991 à 2002, il a vécu en Espagne, sur l'île de Tenerife, où il a collaboré au supplément dominical du Diario de Avisos et a également été rédacteur en chef de Siglo XXI. Il y a fondé et dirigé l'atelier narratif Entrelíneas, après avoir donné des cours d'écriture créative pour diverses institutions telles que la Casa de la Cultura de Santa Cruz, le Centro Cultural Casa Pisaca et l'Université de La Laguna, entre autres.
Il a collaboré avec des magazines littéraires tels que Renacimiento et les suppléments culturels Babelia, d'El País, et Caballo Verde, de La Razón, ainsi qu'avec divers médias de son pays.
Bien que son œuvre littéraire ait débuté à la fin des années 1980, l'internationalisation de son récit s'est fait connaître au début du XXIe siècle, avec son premier roman, Los años inútiles (Les années inutiles).
Il a publié les recueils de nouvelles Cuentario y otros relatos (Okura ed., Lima, 1989) et La noche de Morgana (Alfaguara, 2005) et les romans Los años inútiles (Alfaguara, Madrid, 2002), un roman qui se déroule pendant les dernières années du gouvernement d'Alan García, une période de dure crise économique et de violence terroriste, aggravée par la corruption et l'incapacité du gouvernement ; El año que rompí contigo (Alfaguara 2003) et Un millón de soles (Alfaguara, 2008). Il a reçu le prix de la nouvelle José María Arguedas de la Fédération péruvienne des écrivains en 1988. Il a été finaliste du prix Copé de la Biennale de la nouvelle de 1989 et également du concours de nouvelles NH (Espagne) en 2000, du prix Tigre Juan en 2003 et du prestigieux prix Rómulo Gallegos la même année. Il a également reçu le Prix FNAC Nouveau Talent en 2003.

## Œuvres
- Cuentario y otros relatos (Lima, 1989, Okura ed.).
- Los años inútiles (Madrid, 2002, Alfaguara).
- El año que rompí contigo (Madrid, 2003, Alfaguara).
- La noche de Morgana (Madrid, 2005, Alfaguara).
- Un millón de soles (Madrid, 2008, Alfaguara).
- La paz de los vencidos (2009, Alfaguara).
- Consignas para escritores (Envois pour les écrivains, Casa de Cartón, 2012).
- Un asunto sentimental (Madrid, 2012, Alfaguara).
- La paz de los vencidos (Nocturna, 2014).
- El enigma del convento (Madrid, 2014, Alfaguara).
- Le meurtre de Laura Olivo (Alianza Editorial, Madrid, 2018).
- El Collar de los Balbases (Editorial La Huerta Grande, Madrid, 2018).

- Les Années inutiles, traduction par Claude Murcia de Los años inútiles, Balland, 2004
- « La Nuit de Morgana », traduction de Albert Bensoussan, in Les Bonnes Nouvelles de l'Amérique latine, Gallimard, « Du monde entier », 2010  (ISBN 978-2-07-012942-3)

## Prix
- Premier prix de la nouvelle José María Arguedas de la Fédération péruvienne des écrivains 1988.
- Finaliste du concours bisannuel de nouvelles Premio Copé (Lima) 1989.
- Finaliste du concours de nouvelles NH (édition 2000).
- Prix Nouveau Talent FNAC 2003.
- Finaliste du prix du roman Tigre Juan 2003.
- Finaliste pour le prix Rómulo Gallegos 2003.
- Prix Julio Ramón Ribeyro du court roman de la Banque centrale de réserve du Pérou 2009.1
- XXVe Prix Torrente Ballester, 2013.
- XIX Prix du roman Fernando Quiñones (pour El asesinato de Laura Olivo).